# 환기
환기(문화어: 공기갈이) 또는 통풍(通風)은 특정 공간의 공기 환경을 유지 또는 개선하기 위해 외기를 도입하여 내부의 공기를 배출하는 것이다.

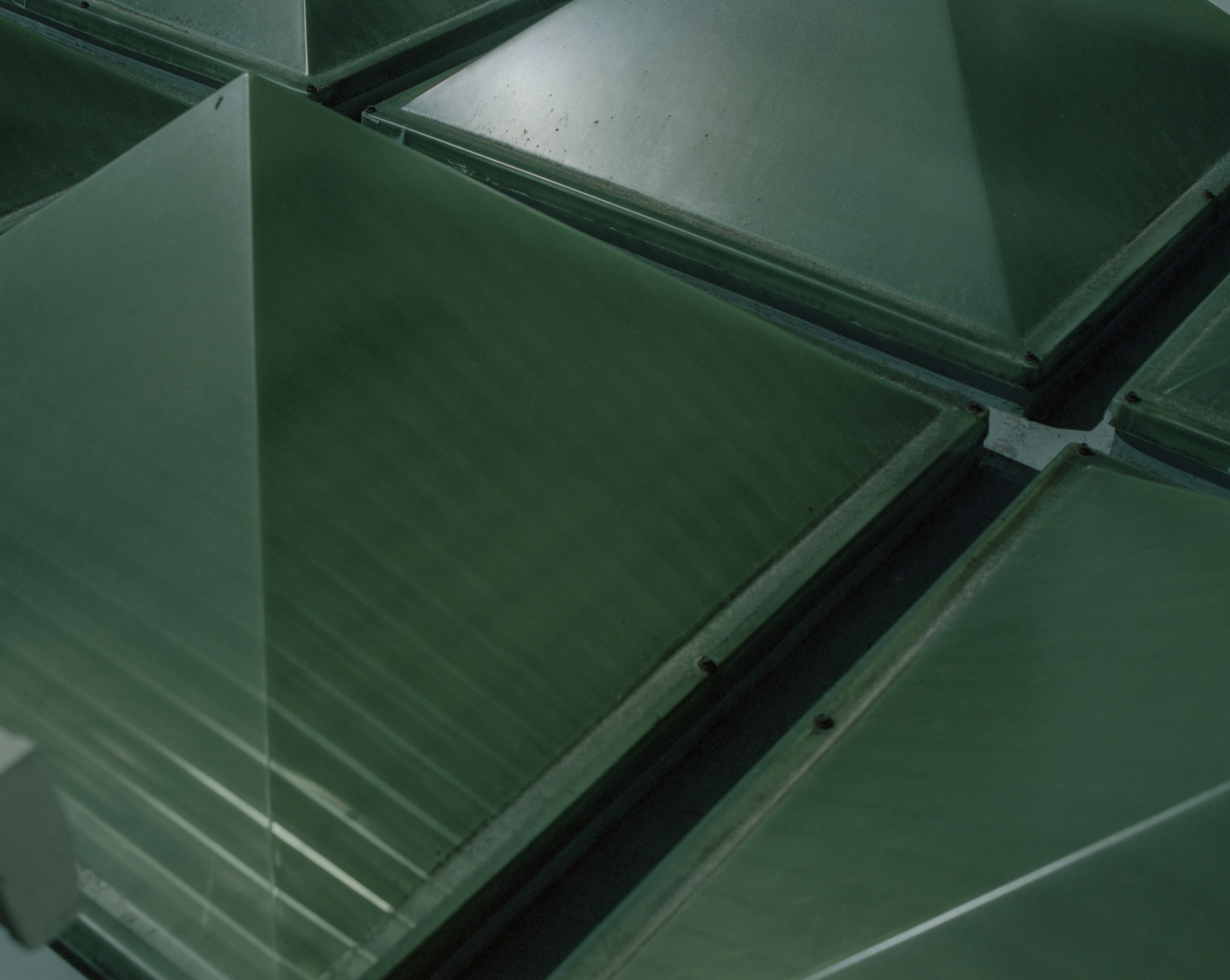
주차장 환기를 위한 통풍구 디자인.

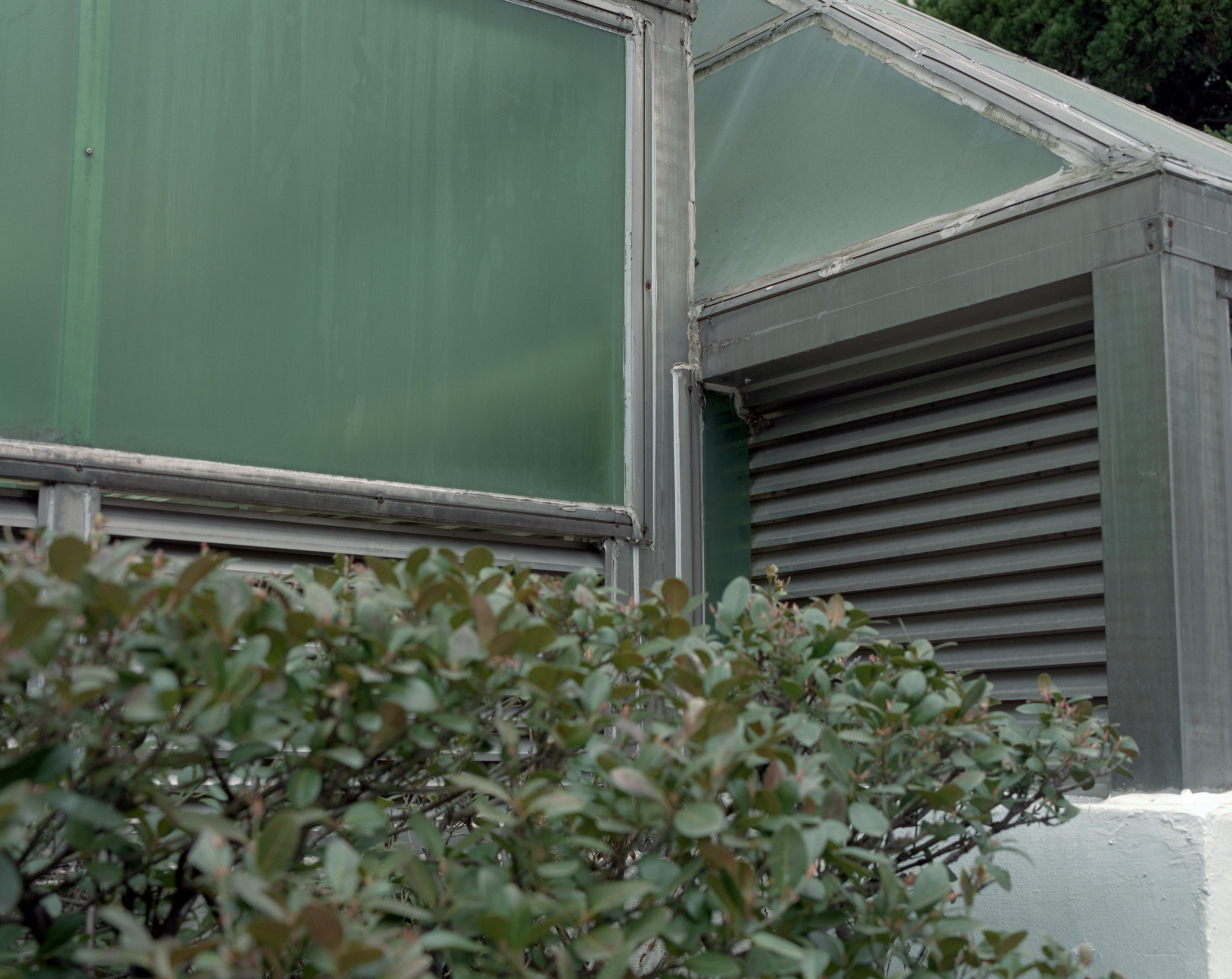
지하실 입구의 환기구.

## 같이 보기
- 공기청정기
- 환풍기